# Regency
Regency-perioden i Storbritannien var den tid, hvor prinsregenten regerede i den sindssyge kong Georg 3.s sted. 
Ved Georg 3.s død i 1820 blev prinsregenten Georg 4.
Begrebet Regency (engelsk for "regentskab") kan strækkes længere end 1811–1820, det egentlige regentskab. Hele tiden fra 1795 til 1837 kan betegnes Regency-æraen med Regency-arkitektur, litteratur, mode, politik og kultur. (Den sidste del af Georg 3.s regeringstid og hans sønner Georg 4.s og Vilhelm 4.s tid) 
Perioden endte i 1837, da Dronning Victoria fulgte Vilhelm 4. på tronen; den 'victorianske tid'.